# Bunodera
Bunodera (лат.) — род паразитических плоских червей из семейства Allocreadiidae. Представители рода заражают пресноводных рыб из семейств окуневых и колюшковых, реже лососевых. Распространены на территории России, Японии и Северной Америки.

## Классификация
В составе рода выделяют два вида:
- Bunodera luciopercae (Müller, 1776) Lühe, 1909
- Bunodera sacculata Van Cleave & Mueller, 1932